# Åre (gemeente)
Åre (uitspraak: o-re) (Zuid-Samisch: Ååren tjielte) is een Zweedse gemeente in Jämtland. De gemeente behoort tot de provincie Jämtlands län. Ze heeft een totale oppervlakte van 8292,7 km² en telde 9821 inwoners in 2004.

## Sport
Åre is een van de belangrijkste wintersportoorden in Zweden. Het is de enige gemeente in het land waar de Wereldkampioenschappen alpineskiën zijn georganiseerd. Dit was het geval in 1954, 2007 en 2019.

## Plaatsen

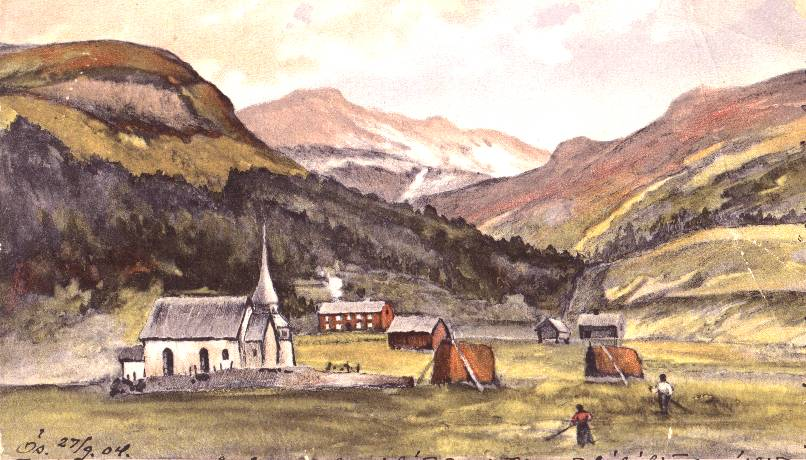
Åre op een ansichtkaart uit 1904

| - Järpen - Åre - Mörsil - Duved - Undersåker - Hallen - Ullån | - Björnänge en Hårbörsta (deel van) - Mattmar - Svensta - Storlien - Kall - Ocke | - Ottsjö - Hålland - Ånn - Heljesund - Månsåsen - Slagsån |

Åre · Berg · Bräcke · Härjedalen · Krokum · Östersund · Ragunda · Strömsund